# Chachapa
San Salvador Chachapa es una junta auxiliar municipal perteneciente al municipio de Amozoc de Mota, un municipio conurbado del estado de Puebla, se ubica en la carretera federal a Tehuacán, en el boulevard de Chachapa-Amozoc. Cuenta con 28000 habitantes y 32 colonias, que, a su vez, se dividen en cuatro secciones electorales: 124, 125, 126 y 129.
Algunas de las colonias de Chachapa son: la Guadalupe, el Arenal, Santo Angel, San Juan, Agua Santa, Linda Vista, San Lorenzo, San Diego Icatepec, San Martin, Signoret, San Pedro,  entre otras.
Este mismo es considerado un campo, cuenta con un ambiente con baja contaminación. Además su fauna es diversa, es la vivienda de Motis (Mothyciesphys). Esta vaquita tiene la característica de comunicarse por medio de maullidos, además de orinar a la gente para preservar sus nueces.

## Etimología
La palabra Chachapa viene de Chiachahuac, que significa lodo grasiento. Pa es un compuesto que significa en el lodasal pegajoso y muy grasiento. Por modismo se hizo Chachapa y también puede proceder ese nombre de Xaxallo que significa arenoso.

### Educación
En educación cuenta con jardín de niños, primarias, secundaria y bachilleratos públicos y privados. Además de contar con escuelas privadas y a nivel regional con la Universidad Politécnica de Amozoc.
Primarias Públicas: Miguel Hidalgo, José María Morelos y Pavón, Luis Donaldo Colosio.
Privadas: Instituto Pedagógico. Pueblo y Cultura, José Vasconselos.
Secundarias Públicas: General Ignacio Zaragoza.
Privadas: Instituto Pedagógico.
Bachilleratos: COBAEP Plantel 26 y un Bachillerato General «JOSÉ MARÍA SÁNCHEZ ROJAS» y la nueva preparatoria privada «Preparatoria Chachapa» incorporada a la Benemérita Universidad Autónoma de Puebla.
Además, cuenta con la Academia de Formación y Desarrollo Policial Puebla Iniciativa Mérida General Ignacio Zaragoza, cuya ubicación es la calle 6.5 camino vecinal a Santa Cruz Alpuyeca, San Salvador Chachapa. Es una institución pública que oferta nivel medio superior (bachillerato) y nivel superior con una licenciatura en ciencias policiales.

### Economía
La junta auxiliar cuenta con la zona industrial denominada ¨Parque Industrial de Chachapa que alberga por lo menos una decena de empresas, una zona de comercios en la carretera federal a Tehuacán, con pequeños empresarios de carpintería, distribuidores de farmacéutica y dos rutas de transporte público RUTA 67 y RED URBANA DE TRANSPORTE ARTICULADO (RUTA).
Cuenta con una zona ecoturística el Parque Estatal Flor del Bosque es una reserva ecológica de 669 hectáreas de bosque.

### Agricultura
En agricultura la junta auxiliar produce el campo para su propio autoconsumo, es muy poca la comercialización de maíz y frijol que se llega a producir.

## Festividades
Las festividades de la población de Chachapa se celebra al santo patrón el Divino Salvador y se realizan en la tercera semana de enero de cada año, el primer domingo esta dedicado al Santísimo Sacramento, el día Lunes al Divino Salvador,  el día martes a la Virgen Purisima, el día miércoles al Divino Salvador (Chiquito  o el abuelito), el día jueves a la Virgen de Guadalupe, el día viernes  a San Martin de Porres, el día sábado a la Virgen del Sagrado Corazón  y finalmente el día domingo la octava (nuevamente al santo patrón el Divino Salvador). La feria es la  fiesta más importante de la región. Se instalan juegos mecánicos, se queman cohetes,  bombas y castillos (juegos pirotécnicos); se realizan eventos religiosos (misas y procesión en la octava) y no puede faltar el tradicional jaripeo y los tradicionales bailes populares además de eventos culturales. Participan los denominados Mayordomos y toda la comunidad.
Los Mayordomos y sus compañeros se encargan de preparar el tradicional mole poblano,  mixiotes, carnitas, arroz, salsas y tortillas hechas a mano los refrescos, las cervezas y los pomos. Algo significativo para festejar a la imagen religiosa  por cada mayordomo y así compartirlo con la comunidad en general.

## Mitos y leyendas

### Quemazón de Chachapa
Sucedió el 29 de abril de 1915, cuando las tropas zapatistas y carrancistas ocasionaron conflictos con la comunidad. Quemaron algunas chozas de zacate. Entraron con la esperanza de encontrar a unos maleantes que estaban buscando. Con armas, entraron a la Iglesia y se pusieron a disparar en contra de la imagen del Divino Salvador, patrón de la comunidad de Chachapa, ocasionando daños en la imagen con tres disparos que penetraron en ella, uno en cada una de las piernas y otra muy cerca del corazón. Al salir del templo, continuaron las agresiones para los habitantes de Chachapa. Al concluir el saqueo, se reunieron los habitantes del lugar para verificar el monto de los daños y ver si hubiese algún herido, pero la respuesta fue negativa, no había ningún herido ni muertos, todos proclamaron que el Divino Salvador los protegió. La fiesta del 29 de abril era de luto. Actualmente, la fiesta es de gran regocijo y alegría, donde los asistentes disfrutan las actividades que el mayordomo les prepara.

### Nahuales
Se dice que en la colonia el arenal vivía un señor que vendía cocos, pero de noche se transformaba en Nahual para robar pollos o ganado de los vecinos. Su aspecto era como de perro gigante. Un día, al verse descubierto por todos los animales que tenía, los vecinos lo querían atrapar para lincharlo, pero desapareció misteriosamente y dejó de verse en el pueblo.

### La bruja
José José sigue vivo
Rumores de vecinas y amigos residentes de este municipio, indican que José José ha sido visto en los alrededores de Chachapa comprando chalupas con Débora, además fue visto en la feria de Chachapa del 2024, el licenciado en Podología Noel C. afirmó  los medios de comunicación que estos avistamientos son reales. 